# Batailles de l'Isonzo

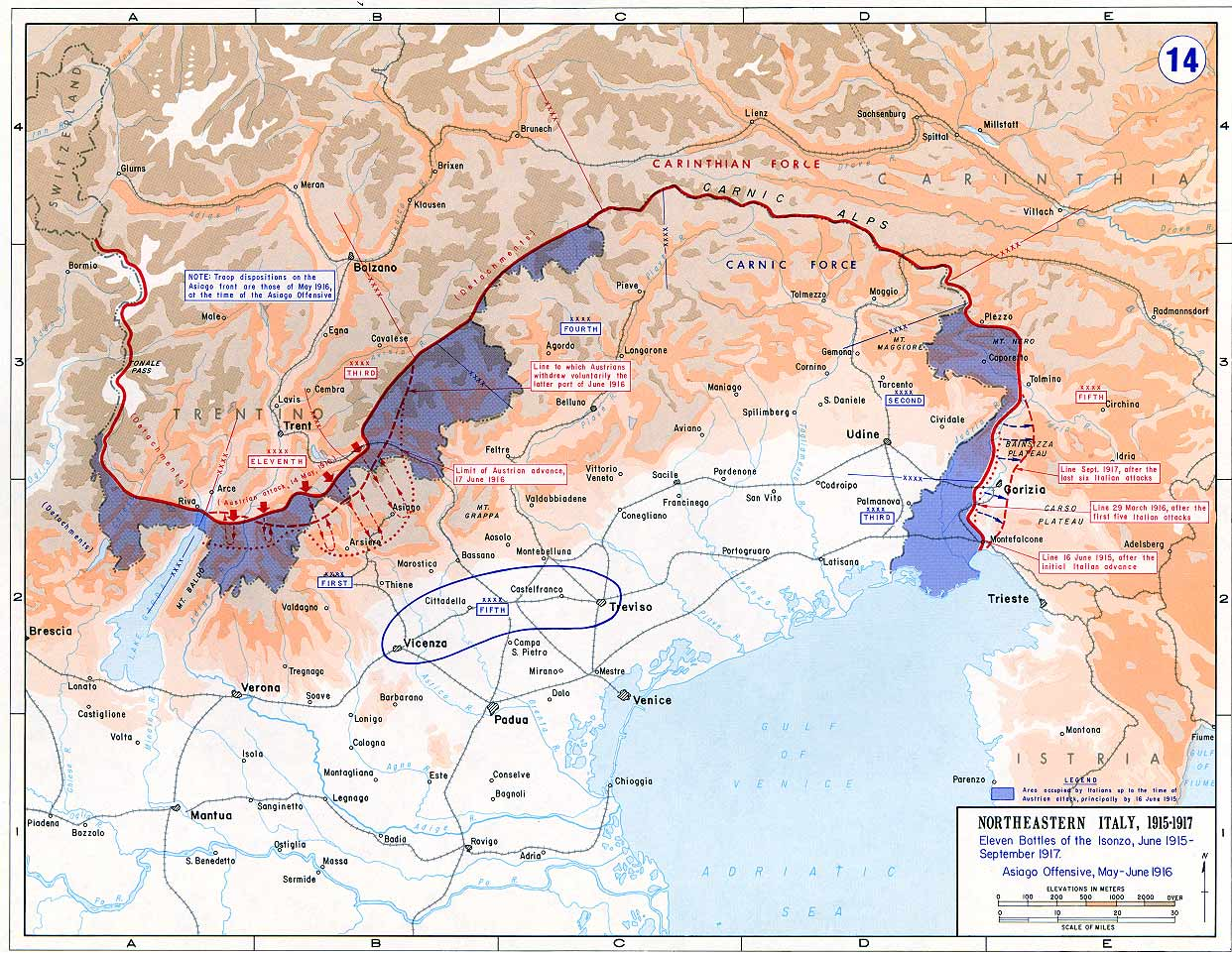
Front des Batailles de l'Isonzo de 1915 à 1917

Sous le nom de batailles de l'Isonzo sont désignés douze affrontements sanglants entre l'Italie et l'Autriche-Hongrie, qui eurent lieu du 23 juin 1915 au 12 septembre 1917 au cours de la Première Guerre mondiale. Ce nom est celui du fleuve Isonzo (appelé Soča en slovène) car le front se situait près de sa vallée et son franchissement en était l'enjeu. Cette zone se trouve aujourd'hui en grande partie en Slovénie. Ces batailles firent partie de la "guerre de montagne" et furent meurtrières, 300 000 Italiens y perdant la vie (500 000 blessés), ainsi que 200 000 soldats austro-hongrois (400 000 blessés). Les résultats de ces batailles furent insignifiants (surtout comparés aux pertes), hormis pour la douzième, également connu comme bataille de Caporetto et qui fut un grand succès militaire des empires centraux.

## But des batailles
Le but de ces engagements était pour les forces italiennes de s'emparer du port austro-hongrois de Trieste, dont les deux tiers des habitants étaient de langue italienne (la ville étant autrichienne sans interruption depuis les années 1380).
Les troupes italiennes étaient confrontées à de nombreux obstacles physiques, dont l'Isonzo (Soča), fleuve qui serpente le long de la frontière, surplombé par des montagnes abruptes.
Les Autrichiens pouvaient compter sur une meilleure qualité de leurs armements, notamment sur des pièces d'artillerie plus puissantes, mais ils étaient en infériorité numérique par rapport aux Italiens. Cependant, la guerre de montagne donne un grand avantage aux défenseurs par rapport aux assaillants, même si les premiers sont en faible nombre. Dans le même temps, l'Autriche-Hongrie devait couvrir deux autres fronts : le front russe et le front serbe. Ceci explique le déséquilibre des forces et l'attitude défensive de l'armée austro-hongroise qui, jusqu'en 1917, va subir les initiatives italiennes sur l'Isonzo sans pouvoir mener d'attaques d'envergure. La situation se renversera avec l'effondrement russe à l'été 1917, lors de la douzième et dernière bataille les empires centraux prendront l'initiative en déployant des moyens supérieurs aux italiens, le tout avec succès.

## Les batailles successives
Le 23 mai 1915 l'Italie, jusqu'alors neutre, déclara la guerre à l'Autriche.
Avant même la première bataille de l'Isonzo, l'ensemble de la marine impériale et royale, basée à Pula, sortit en mer pour bombarder la côte orientale de l'Italie entre Venise et Barletta. Elle réussit à surprendre la flotte italienne près de Venise, si bien que cette dernière ne fut capable d'opposer que peu de résistance et que la marine impériale et royale put terminer son attaque sans subir de pertes.

### Première bataille de l'Isonzo (23 juin – 7 juillet 1915)
Le 23 juin 1915, les Italiens commencèrent la première bataille de l'Isonzo par un pilonnage intense, pendant 7 jours, du front et des pièces d'artillerie austro-hongroises. Du fait du manque d'expérience des artilleurs italiens, ils ne firent cependant que peu de dégâts.
Forces en présence :
- Italie : 225 bataillons et 111 escadrons ainsi que 700 pièces d'artillerie.
- Autriche-Hongrie : 84 bataillons, 13 escadrons et 354 pièces d'artillerie.

Ce qui correspond à un rapport de forces de 3 contre 1.
La 3e armée italienne avait pour objectif de rompre le front entre Monfalcone et Sagrado, vers le haut plateau de Doberdò, pendant que la 2e armée avancerait entre Monte Sabotino et Podgora[Lequel ?]. Le but étant de conquérir la tête de pont de Görz (en italien Gorizia, en slovène Gorica), de traverser l'Isonzo, de s'emparer des montagnes Kuk et Priznica (Kote 383) et de mener également une attaque contre la tête de pont de Tolmin (en italien Tolmino, en slovène Tolmin). Malgré sa triple supériorité, l'armée italienne ne put atteindre aucun de ses buts. À Sagrado seulement elle réussit à pousser jusqu'au haut plateau de Doberdò.
Pertes :
- Italie : 15 000 hommes (dont 2 000 morts),
- Autriche-Hongrie : environ 10 000 hommes.

### Deuxième bataille de l'Isonzo (17 juillet – 3 août 1915)
- Forces en présence :
  - Italie : 260 bataillons et 840 pièces d'artillerie (au total 290 000 soldats italiens furent utilisés pendant l'offensive),
  - Autriche-Hongrie : 105 bataillons et 420 pièces d'artillerie, avec un renfort de 25 bataillons jusqu'à la fin de la bataille.

Cette fois encore l'offensive commença par un pilonnage, qui ne dura cependant que 2 jours. La 3e armée italienne devait opérer une percée en direction du Monte San Michele pendant que la 2e armée tenterait une nouvelle fois de conquérir les têtes de pont à Görz et à Tolmein. En fait l'armée italienne réussit seulement à s'emparer sur le haut plateau de Doberdò d'une bande de terrain longue de 4 km et large de 100 à 500 m. À Podgora et à Berg Krn également, tout ce qu'elle obtint fut la conquête de la côte numéro 2163.
Pertes :
- Italie : 42 000 hommes,
- Autriche-Hongrie : 46 000 hommes.

### Troisième bataille de l'Isonzo (18 octobre – 4 novembre 1915)
- Forces en présence :
  - Italie : 338 bataillons et 130 escadrons ainsi que 1 372 pièces d'artillerie.
  - Autriche-Hongrie : 137 bataillons et 634 pièces d'artillerie, dont environ 40 pièces lourdes, avec un renfort de 47 bataillons jusqu'à la fin de la bataille.

La troisième grande attaque des Italiens eut lieu entre le mont Krn et la mer, soit sur une distance d'environ 55 km.
Les objectifs étaient les mêmes que dans les deux batailles précédentes de l'Isonzo. Encore une fois, ce fut l'échec de la tentative de rupture en direction du Monte San Michele, au-dessous du haut plateau de Doberdò, avec seulement la conquête de quelques tranchées. Échec également, avec de lourdes pertes, des attaques menées simultanément contre Flitsch (en italien Plezzo) et Tolmein et contre la tête de pont de Görz.
Pertes :
- Italie : 60 000 hommes (dont environ 11 000 morts),
- Autriche-Hongrie : 42 000 hommes (dont environ 9 000 morts).

### Sixième bataille de l'Isonzo (6 août - 17 août 1916)
Le 4 août 1916, les italiens lancent la sixième bataille de l'Isonzo, mais l'attaque clé de la IIIe armée du duc d'Aoste ne commence pas avant le 6 août.
L'assaut principal débute à 14 heures, après que la ligne de front austro-hongroise fut pilonnée pendant neuf heures. Les Italiens gagnent du terrain, principalement à Gorizia, qui est prise le 8.

### Septième bataille de l'Isonzo (14 septembre - 17 septembre 1916)
Le 14 septembre 1916, la septième bataille de l'Isonzo débute à 9 heures, lorsque la IIIe armée italienne attaque sur un front de 10 km. Les combats se poursuivront jusqu'au 17 septembre. Les Italiens gagnent du terrain, mais le mauvais temps et la résistance acharnée des Austro-Hongrois les empêchent de progresser de façon significative.

### Huitième bataille de l'Isonzo (10 octobre - 12 octobre 1916)
Le 9 octobre 1916, les Italiens ouvrent la huitième bataille de l'Isonzo. Leurs IIe et IIIe armées attaquent la Ve armée austro-hongroise. Encore une fois, aucune partie ne progresse de façon décisive. Les Italiens ne gagnent que 3 km, au prix de 24 000 pertes humaines. La bataille s'achève le 12 octobre.

### Neuvième bataille de l'Isonzo (1ernovembre - 4 novembre 1916)
Entre le 1er et le 4 novembre 1916 se déroule la neuvième bataille de l'Isonzo qui débute par une attaque des IIe et IIIe armées contre les positions austro-hongroise à l'est de la ville de Gorizia. Le mauvais temps et les lourdes pertes (28 000 hommes) obligent le commandant en chef italien, le général Luigi Cadorna, à mettre fin à l'offensive.

### Dixième bataille (12 mai - 8 juin 1917)
L'objectif reste de rompre le front austro-hongrois pour accéder à Trieste.

### Onzième bataille (18 août - 15 septembre 1917)
Le 18 août, deux armées italiennes passent à l'offensive : la IIe armée du général Luigi Capello attaque au nord de la ville de Gorizia, tandis que la IIe armée du duc d'Aoste attaque au sud, entre Gorizia et Trieste.
Les forces italiennes rassemblent 52 divisions, équipées de 5 000 pièces d'artillerie.
La Ve armée austro-hongroise du général Svetovan Borojevic von Bojna bloque rapidement l'avancée du duc d'Aoste, mais les Italiens progressent dans le nord. À cet endroit, la IIe armée italienne s'empare du plateau de Bainsizza. Encore une fois, les pertes italiennes sont très lourdes : environ 166 000 hommes tués, blessés ou faits prisonniers.
Les Austro-hongrois perdent 85 000 hommes. Cependant, les commandants austro-hongrois pensent que leurs troupes sont sur le point de s'effondrer et qu'ils ne disposent pas de suffisamment de ressources militaires pour sauver la situation. Ils font appel au haut commandement allemand pour stabiliser le front.

### Douzième bataille (24 octobre - 10 novembre 1917)
Alors que les Italiens étaient à l'initiative des précédents combats, cette fois ce sont les empires centraux qui lanceront les opérations. Victorieux face à la Russie, ils peuvent déplacer leurs efforts vers le front ouest, et avec une grande victoire ils peuvent espérer mettre l'Italie hors de combat comme ils viennent de le faire avec la Russie ; en outre, les Allemands craignent que l'Empire habsbourgeois cherche une paix séparée, et visent à empêcher cela par une implication plus forte sur ce front. Ainsi, six des divisions allemandes (comprenant des Sturmtruppen) et neuf divisions austro-hongroises ont été rassemblées pour former la nouvelle XIVe armée, sous le commandement du général allemand Otto von Below, dans la zone de Tolmin, Caporetto et de Plezzo le long du fleuve Isonzo. 
La cible principale de la XIVe armée est la IIe armée du général Luigi Capello, qui avait lentement constitué des positions défensives en vue de l'attaque austro-hongroise. La principale offensive de la XIVe armée est soutenue par l'avancée de deux armées austro-hongroises. La Ve armée, opposée à la IIIe armée italienne plus au sud, a reçu l'ordre de pousser vers la côte Adriatique en direction de Venise. La IIIe armée, au nord de la XIVe armée, doit se diriger vers le sud-ouest, en Italie, vers le fleuve Piave. On espère que des éléments de la force allemande viendront à bout de l'armée italienne, connue sous le nom de forces carniques.
Les forces de Below lancent l'offensive de cette douzième bataille de l'Isonzo (connue également comme la bataille de Caporetto) le 24 octobre avec des tirs d'obus d'explosifs de forte puissance et de gaz toxique.
Le barrage d'ouverture sème la panique parmi les unités italiennes en première ligne, qui découvrent que leurs masques à gaz n'offrent aucune protection contre les gaz ennemis. Avançant sous la pluie et dans le brouillard et contournant des points de résistance, les assaillants gagnent rapidement du terrain. Dès le 25, les attaques ont effectué une percée de 24 km dans la ligne de front italienne, ce qui oblige le commandant en chef italien, le général Luigi Cadorna, à envisager un retrait de ses troupes vers le fleuve Tagliamento. Cependant, Cadorna ignore l'étendue de la percée et la puissance des forces ennemies qu'il affronte, principalement en raison des mauvaises communications avec les unités situées à l'avant. L'ordre de se retirer sur les prochaines défenses est finalement émis le 27, alors que les armées italiennes sont en déroute et que les soldats se rendent en masse. Très éprouvées, elles ne se rétabliront que sur le Piave début novembre. 
Militairement, la bataille est un grand succès des empires centraux. Au prix d'environ 20 000 tués ou blessés, ils ont amputé l'armée italienne de 330 000 soldats, 40 000 tués ou blessés et 295 000 prisonniers ; à ces pertes s'ajoutent les déserteurs, dont le nombre est estimé à 400 000 hommes, et un matériel considérable, de sorte que l'armée italienne est momentanément réduite à la moitié de ce qu'elle était. L'histoire retient également les exploits d'Erwin Rommel, commandant un bataillon lors de cette bataille. 
Politiquement, l'effet est inverse de celui espéré. Loin de s'effondrer comme la Russie, l'Italie est prise d'un sursaut. Les idées italiennes de paix séparée en échange des provinces sous domination des Habsbourg que l'Italie revendique (caressées notamment par Luigi Cadorna) deviennent irréalistes, l'Italie se tourne totalement vers les alliés, et fait appel à des renforts français et anglais qui arrivent dès décembre. Vittorio Orlando devient chef d'un gouvernement d'union nationale avec un programme en trois points : « Résister, résister, résister », entièrement consacré à donner à l'armée les moyens requis, et qui donne à Armando Diaz le commandement de l'armée italienne, qu'il réorganise, réarme et renforce. De sorte que dès le printemps 1918 l'armée italienne est de nouveau sur pied, supérieure à l'armée autrichienne lors de la bataille du Piave en juin, et capable de la battre définitivement lors de celle de Vittorio Veneto fin octobre.

## Galerie photographique
Vue de la rivière de l'Isonzo en 2005

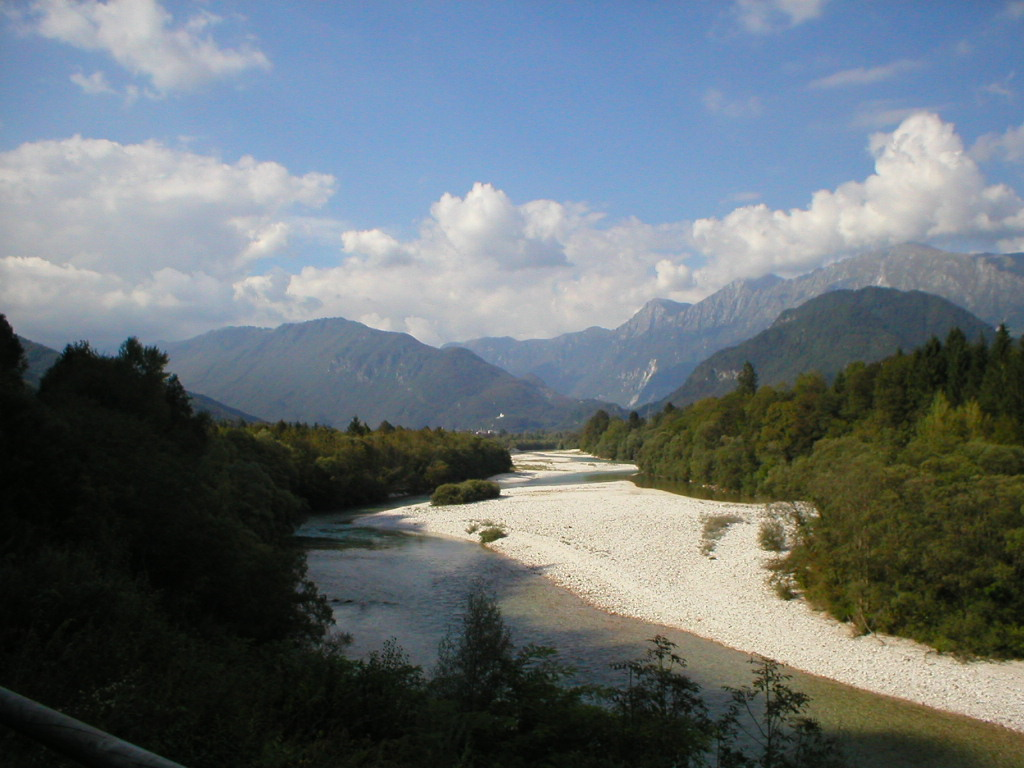
Vallée de l'Isonzo
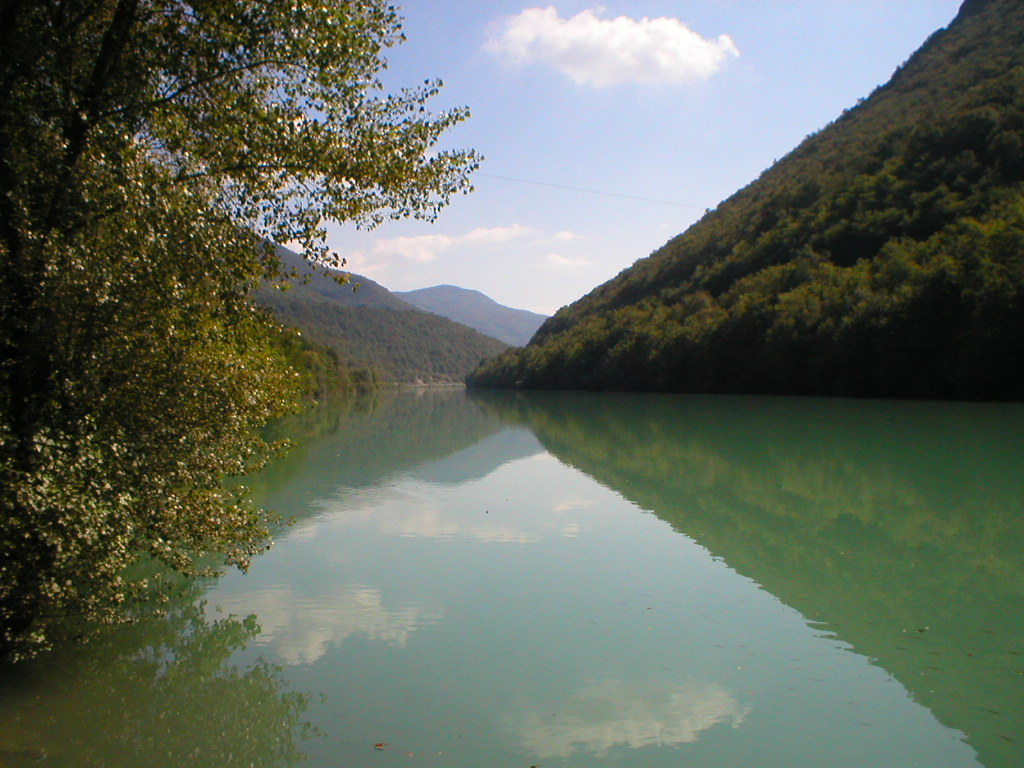
L'Isonzo dans l'actuelle Slovénie
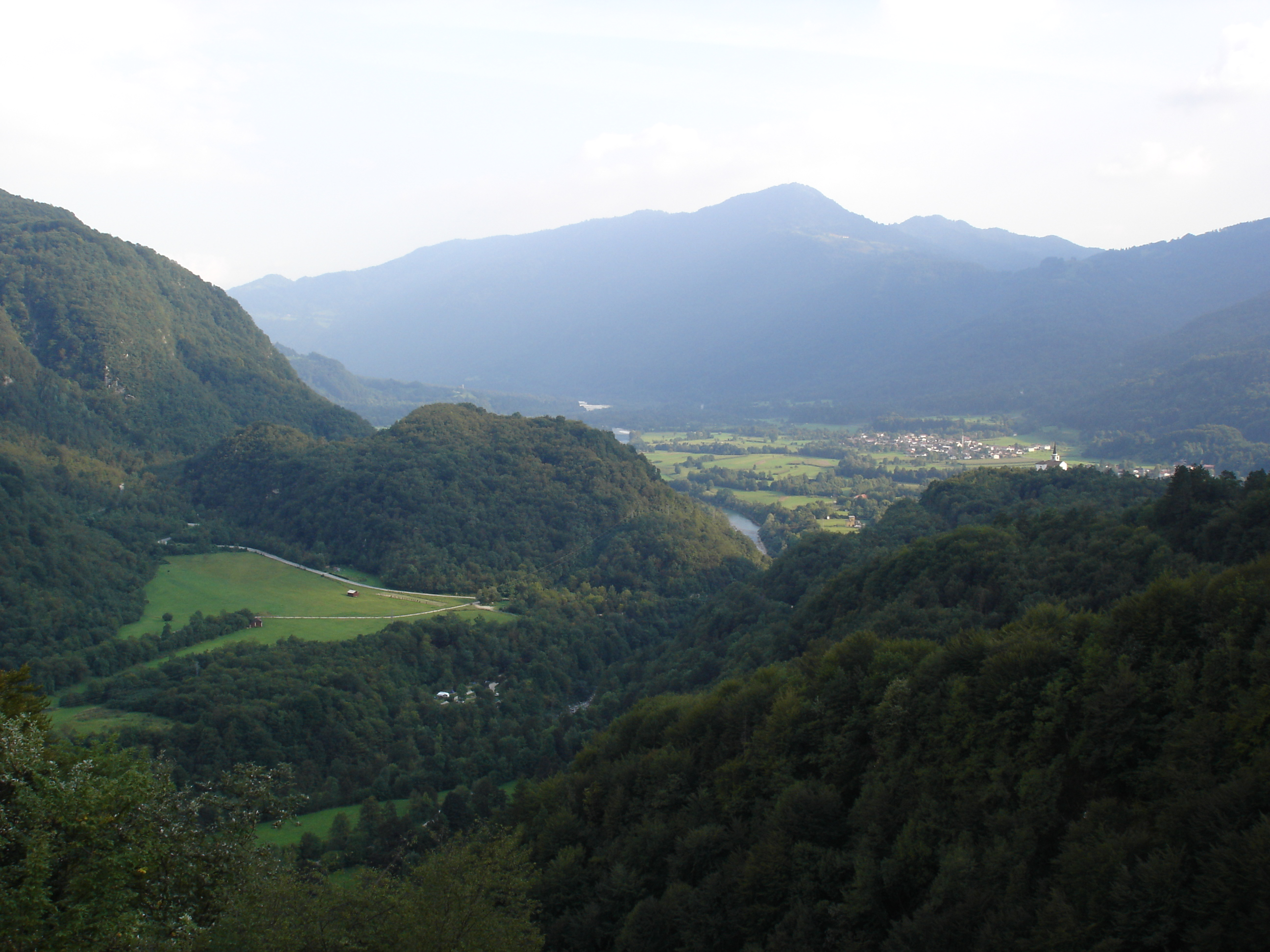
Kobarid et ses environs
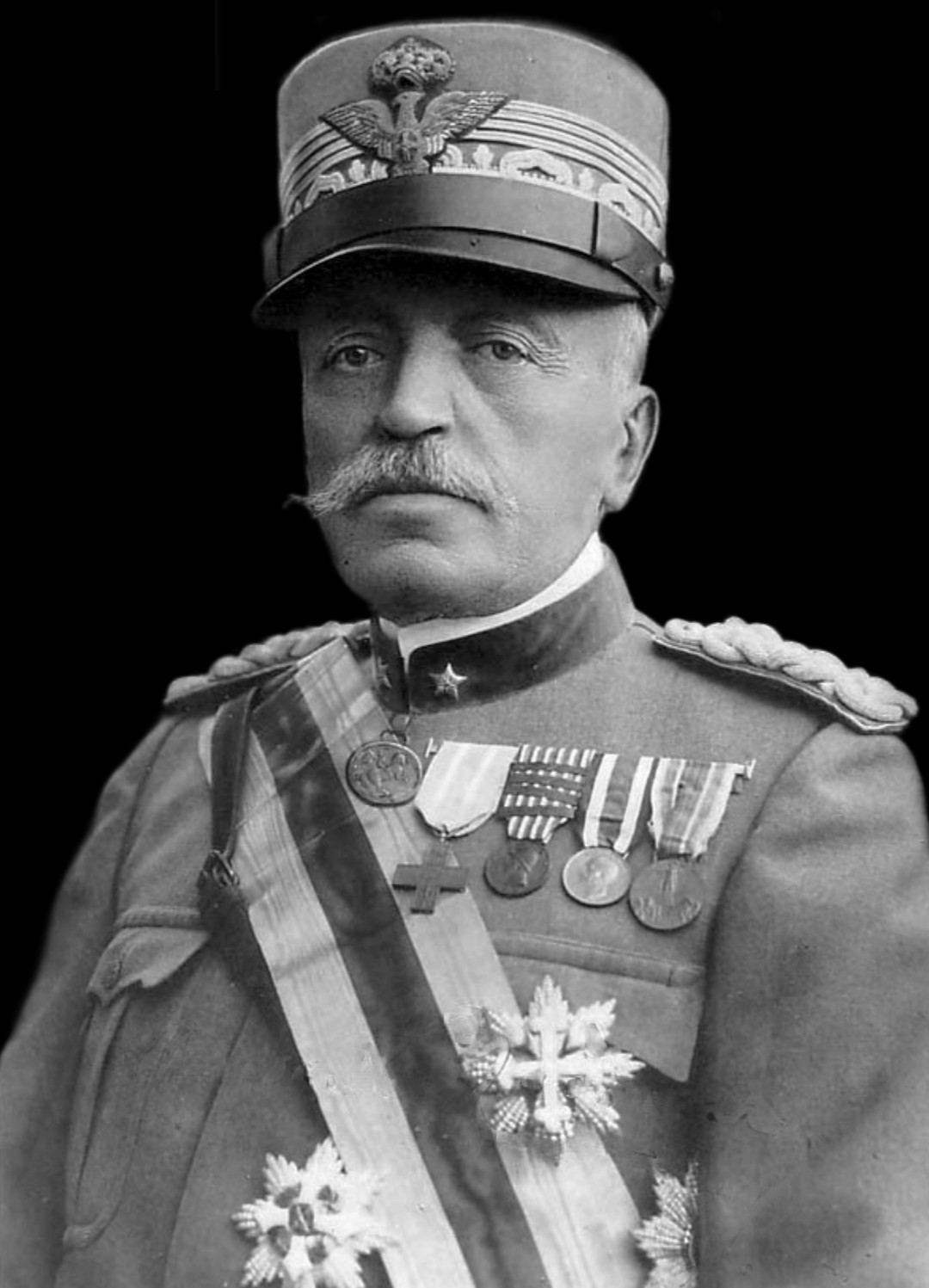
Luigi Cadorna
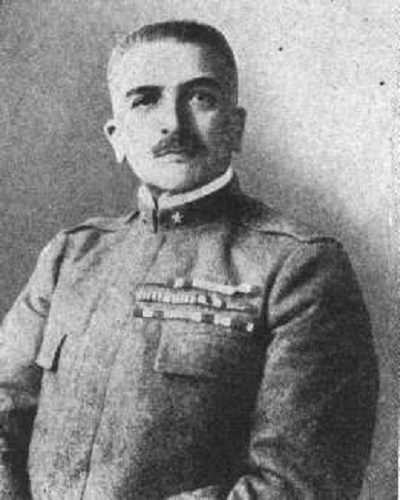
Armando Diaz
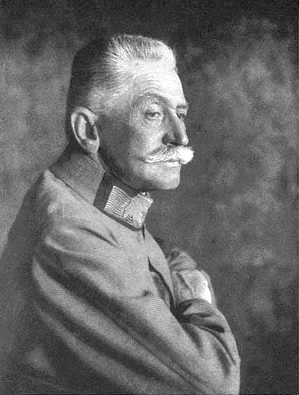
Franz Conrad von Hötzendorf

## Dans la culture populaire
Les développeurs M2H et Blackmill games ont développé un jeu vidéo multijoueur basé autour des batailles de l'Isonzo. Nommé Isonzo, le jeu est paru sur plusieurs plateformes le 13 septembre 2022.